# Pierre Jutge
Pour les articles homonymes, voir Jutge.
Pas d'image ? Cliquez ici

a Compétitions nationales et continentales officielles uniquement.

b Matchs officiels uniquement.
Dernière mise à jour le 15 mars 2020.
Pierre Jutge, né le 11 février 2000 à Toulouse, est un joueur français de rugby à XV. Il évolue au poste de talonneur au Stade français.

## Biographie
Il fait une prépa HEC au lycée Ozenne de Toulouse.

### Famille
Pierre Jutge est le neveu de l'arbitre Joël Jutge, le fils d'Eric, qui entraînait les Crabos de l'USC et le petit-fils de Christian, ancien coach de Colomiers et de Montauban.

### Débuts
Il commence le rugby à XV au Grenade Sports puis il part à Colomiers rugby,.
Il est sélectionné en équipe de France de rugby à XV des moins de 18 ans, devient capitaine de l'équipe de France de rugby à XV des moins de 20 Développement et participe au Tournoi des Six Nations des moins de 20 ans 2019.
En 2019, il s'engage avec le Stade français,,.